# 公益中国
公益中国（英语：Charity China），是凤凰卫视的周播公益慈善类节目，主持人为艾楚怡（2015年4月前為许戈辉）。节目以公益慈善为主要内容，全面关注两岸三地大中华区各相关机构的有特色、有影响力的活动。涵盖民生疾苦、生态环境、文化传承等多方面内容，展现当下中国公益活动的精彩与艰难，向观众传递更多新的公益理念，努力推广多种公益行为。

## 冠名
- 2013年（开播年）节目由汾酒冠名，定名为汾酒·公益中国。
- 2014年，节目没有任何冠名商。
- 2015年，节目由北京银行冠名，定名为北京银行·公益中国。

## 播出时间
现时各频道播出时间如下：
- 凤凰卫视中文台：香港时间星期六19:00-20:00首播；星期日03:55-04:50、14:35-15:30、星期二01:15-02:10重播。
- 凤凰卫视欧洲台：格林威治时间星期六16:35-17:00、星期日01:45-02:45、10:15-11:10、21:10-22:10。
- 凤凰卫视美洲台：美国西岸时间星期六08:35-09:00、22:00-23:00、星期日05:00-06:00。
- 凤凰卫视澳洲版：悉尼时间星期日01:35-02:30、10:45-11:45、19:15-20:10、星期一06:10-07:10。

## 主要播出内容
- 2013-01-12：免费午餐公益项目
- 2013-01-26：中国打工子弟学校
- 2013-04-27：汶川大地震后的“罗汉娃”
- 2013-05-04：雅安地震
- 2013-05-11：汶川地震五周年的故事
- 2013-09-21：韩红公益人生路
- 2013-09-28、2013-10-05：勿忘老兵
- 2013-10-12至2013-12-28：发现新公益特别行动
- 2014-07-05：被污染的乡村

## 外部連結
- 鳳凰衛視：公益中国官網 （页面存档备份，存于）